# 몬스터 (2012년 드라마)
몬스터는 2012년 3월 31일 JTBC에서 방송되었던 JTBC 드라마 스페셜이다.

## 방송 시간
- 2012년 3월 31일 : 밤 12시

## 등장 인물
- 김재경 : 나유리 역
- 권율 : 차은오 역
- 안용준 : 장판수 역
- 지일주 : 유시준 역
- 류아벨 : 학생 역